# Dellacasiellus milleri
Dellacasiellus milleri är en skalbaggsart som beskrevs av Gordon och Paul E.Skelley 2007. Dellacasiellus milleri ingår i släktet Dellacasiellus och familjen Aphodiidae. Inga underarter finns listade i Catalogue of Life.